# Światowe Igrzyska Halowe w Lekkoatletyce 1985 – pchnięcie kulą mężczyzn
Pchnięcie kulą mężczyzn – jedna z konkurencji technicznych rozgrywanych podczas halowych światowych igrzysk lekkoatletycznych w hali Accor Arena w Paryżu. Rozegrano od razu finał 19 stycznia 1985. Zwyciężył reprezentant Czechosłowacji Remigius Machura.

## Rezultaty

### Finał
W konkursie wzięło udział 12 miotaczy.
Opracowano na podstawie materiału źródłowego.
| Miejsce | Zawodnik          | Wynik | Uwagi |
| ------- | ----------------- | ----- | ----- |
| 1       | Remigius Machura  | 21,22 |       |
| 2       | Udo Beyer         | 21,10 |       |
| 3       | Jānis Bojārs      | 19,94 |       |
| 4       | Jozef Lacika      | 19,75 |       |
| 5       | Helmut Krieger    | 19,58 |       |
| 6       | Marco Montelatici | 19,48 |       |
| 7       | Gert Weil         | 19,47 |       |
| 8       | Gregg Tafralis    | 18,93 |       |
| 9       | Eugeniusz Bałło   | 18,40 |       |
| 10      | Kari Töyrylä      | 17,93 |       |
| 11      | Ali Saad          | 15,02 | NR    |
| 12      | Abdallah Soursour | 13,73 | NR    |